# Pousthomy
Pousthomy [pustɔmi] (okzitanisch Postòmis) ist ein Ort und eine südfranzösische Gemeinde mit 212 Einwohnern (Stand 1. Januar 2022) im Département Aveyron in der Region Okzitanien. Der Ort gehörte ehemals zur historischen Provinz Rouergue.

## Lage
Pousthomy liegt in einer Höhe von ca. 440 m ü. d. M.; das Flüsschen Rance bildet die nordöstliche Gemeindegrenze. Die Stadt Albi ist ca. 40 km (Fahrtstrecke) in westlicher Richtung entfernt; die Kleinstadt Lacaune liegt ca. 27 km südlich. Das Gemeindegebiet gehört zum Regionalen Naturpark Grands Causses.

## Bevölkerungsentwicklung
| Jahr      | 1800 | 1851 | 1901 | 1954 | 1999 | 2013 |
| Einwohner | 777  | 1006 | 769  | 454  | 186  | 206  |

Der Bevölkerungsrückgang im 20. Jahrhundert ist im Wesentlichen auf den Verlust an Arbeitsplätzen infolge der Mechanisierung der Landwirtschaft zurückzuführen.

## Wirtschaft
Der Ort Pousthomy diente lange Zeit den – inzwischen fast gänzlich verschwundenen – ausschließlich landwirtschaftlich orientierten und sich selbstversorgenden Weilern (hameaux) und Einzelgehöften in der Umgebung als Handwerks-, Handels- und Dienstleistungszentrum. Außerdem gab es in der Region viele Obstbäume, deren Früchte auf den Märkten von Albi und Castres verkauft werden konnten. Seit der Mitte des 20. Jahrhunderts spielt der Tourismus in Form der Vermietung von Ferienwohnungen (gîtes) eine nicht unbedeutende Rolle für das Wirtschaftsleben des Ortes.

## Geschichte
Die Geschichte des Ortes liegt weitgehend im Dunkeln. Zwei im Jahr 1861 entdeckte Statuenmenhire zeugen von menschlichen Aktivitäten (Jagd, Halbnomadentum etc.) in der Jungsteinzeit.
Im Hundertjährigen Krieg (1337–1453) war Pousthomy mehrere Jahre im Besitz der Engländer. Wahrscheinlich erst danach wurde der Ort von einer kreisförmigen Mauer mit nur einem Tor umgeben.

## Sehenswürdigkeiten
- Auf dem Gemeindegebiet wurden im Jahr 1861 zwei allseitig bearbeitete Statuenmenhire entdeckt, die heute nur in Kopien zu sehen sind. Die Originale befinden sich im Musée Fenaille in Rodez.
- Die Pfarrkirche Saint-Amans hat noch Anklänge an die Gotik; nach Schäden im Hundertjährigen Krieg wurde sie im 17. Jahrhundert restauriert und im 19. Jahrhundert nochmals gründlich umgestaltet. Das unscheinbare Eingangsportal befindet sich in der Südwestecke.
- Ein aus dem 15. Jahrhundert stammender Brunnen (fontaine) befindet sich am Ortsrand. Er wurde im Jahr 1983 als Monument historique anerkannt.[1]

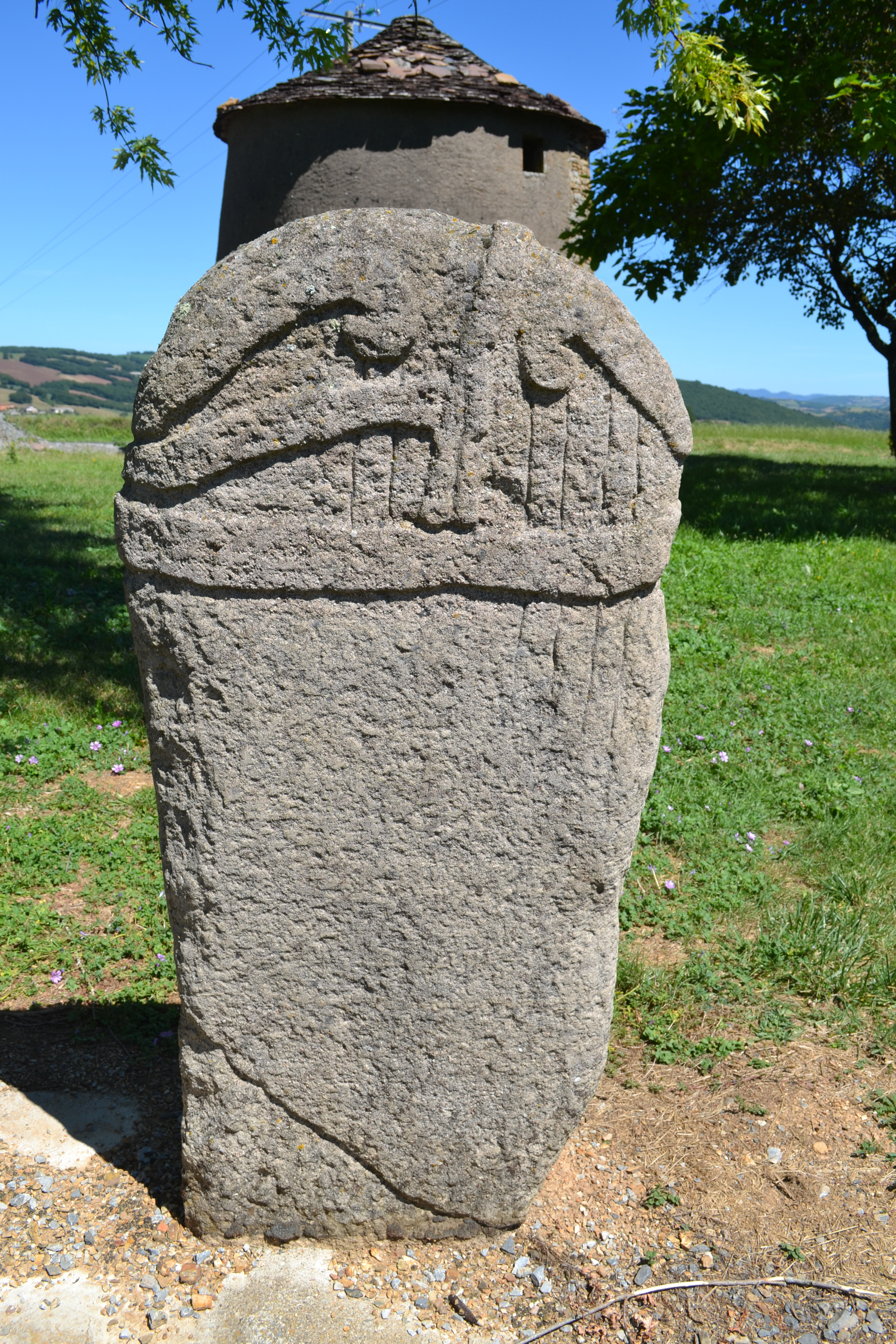
Statuenmenhir 1
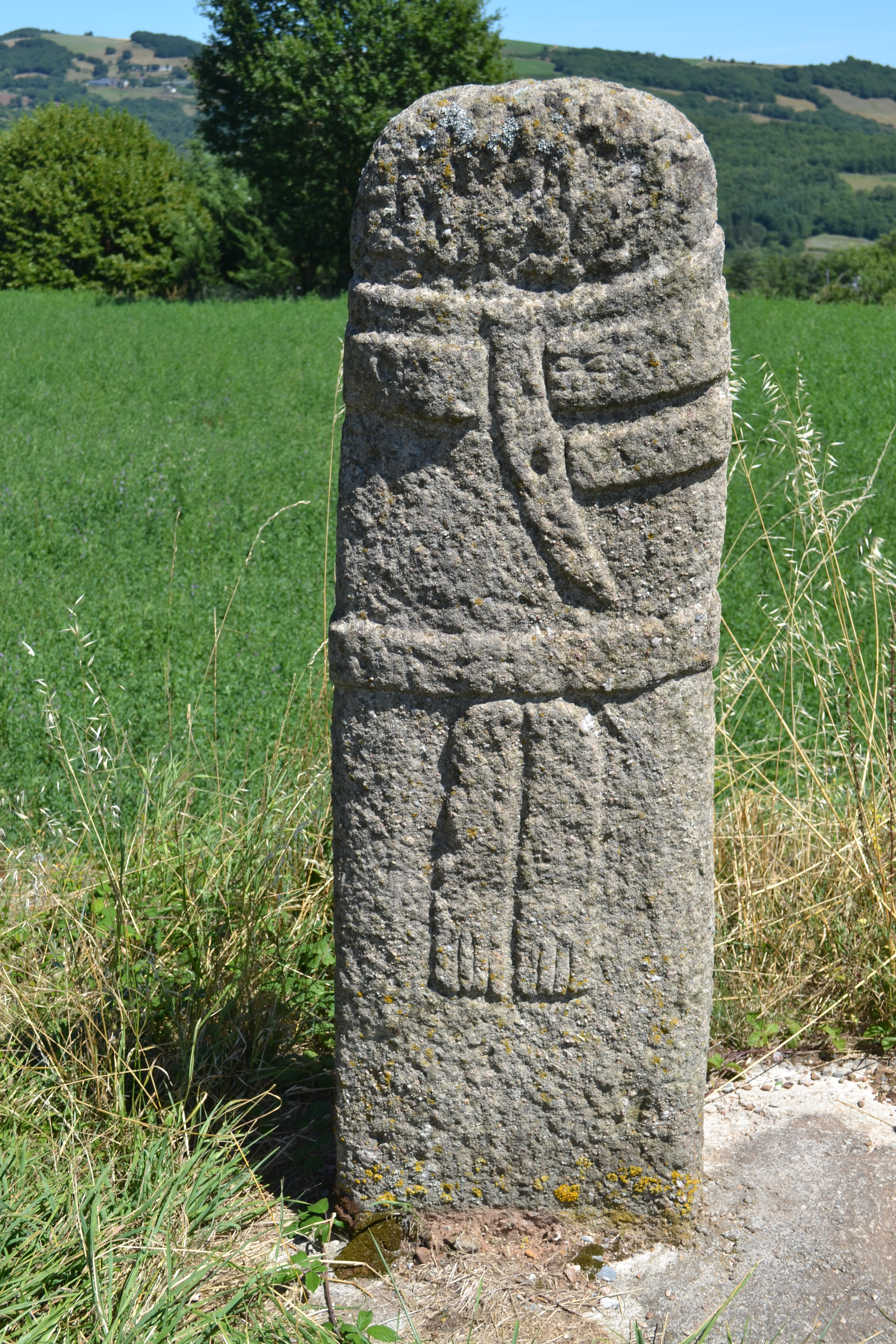
Statuenmenhir 2